# Mutnokszabadja

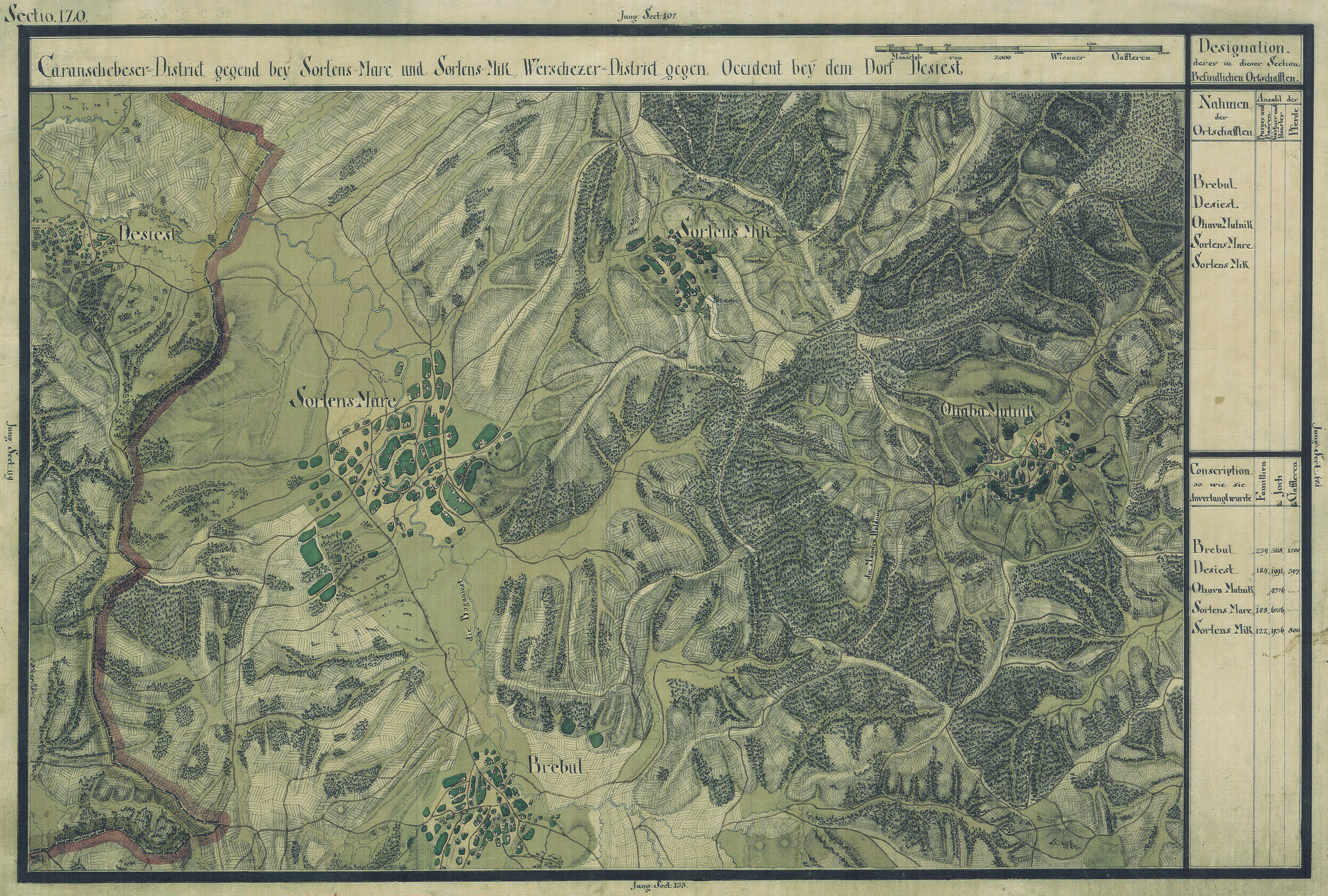
Mutnokszabadja egy 1700-as évekből való térképen

Mutnokszabadja (románul: Ohaba-Mâtnic) település Romániában, a Bánságban, Krassó-Szörény megyében.

## Fekvése
Lugostól délre, a Pogányos hegy keleti oldalán fekvő település.

## Története
Mutnokszabadja vagy Ohába nevét 1370-ben duo poossessiones Ohaba néven említette először oklevél. 1485-ben utraque Ohaba in districtu civitatis Karansebes formában említették. 1690–1700 között Mutnik-Ohaba, 1699-ben Mutnyik-Ohaba, 1808-ban Ohábamutnik, 1851-ben Ohaba-Mutnik, 1888-ban Ohabamutnik, 1913-ban Mutnokszabadja néven írták.
1851-ben Fényes Elek írta a településről: „Ohaba-Mutnik, Temes vármegyében, 26 katholikus, 1024 óhitü lakossal, s anyatemplommal. Földesura a Petrovics család.”
1910-ben 1125 lakosából 821 román, 266 ruszin, 22 magyar volt. Ebből 817 görögkeleti ortodox, 270 görögkatolikus, 27 római katolikus volt.
A trianoni békeszerződés előtt Krassó-Szörény vármegye Temesi járásához tartozott.